# Олешна-Подгурська
Олешна-Подгурська (пол. Oleszna Podgórska, нім. Krummöls) — село в Польщі, у гміні Любомеж Львувецького повіту Нижньосілезького воєводства.
Населення — 555 осіб (2011).
У 1975-1998 роках село належало до Єленьогурського воєводства.

## Демографія
Демографічна структура станом на 31 березня 2011 року:
|          | Загалом | Допрацездатний вік | Працездатний вік | Постпрацездатний вік |
| -------- | ------- | ------------------ | ---------------- | -------------------- |
| Чоловіки | 277     | 62                 | 195              | 20                   |
| Жінки    | 278     | 60                 | 170              | 48                   |
| Разом    | 555     | 122                | 365              | 68                   |